# Tiopental
Tiopental – organiczny związek chemiczny, siarkowa pochodna kwasu barbiturowego, stosowana w formie soli sodowej (pentotal sodu) jako lek usypiający.
Działa szybko i względnie krótko, wywołuje sen narkotyczny. Nie zmniejsza napięcia mięśni prążkowanych.

## Właściwości
Jak u innych barbituranów działanie polega na tłumieniu neuronów tworu siatkowatego i skróceniu fazy snu REM. Lek wykazuje działanie przeciwdrgawkowe. Wpływa depresyjnie na ośrodek oddechowy i naczynioruchowy. Łatwo rozpuszcza się w tłuszczach i dzięki temu bardzo szybko działa na ośrodkowy układ nerwowy, choć rozkładany jest w wątrobie dość wolno (15%/h). Redystrybucja leku do tkanki tłuszczowej i mięśniowej powoduje jego krótkotrwałe działanie. Działa po 30–40 sekundach po podaniu dożylnym, a działanie utrzymuje się około 30 minut. W małych dawkach wykazuje działanie przeciwbólowe.

## Wskazania i przeciwwskazania
Stosuje się go do indukcji znieczulenia ogólnego. Czasami podaje się wcześniej atropinę i silny lek przeciwbólowy. Jest szczególnie wskazany do indukcji znieczulenia u osób z padaczką.
Stosuje się go również do leczenia stanów chorobowych przebiegających z drgawkami. Może być stosowany do zwalczania obrzęku mózgu, ponieważ zmniejsza przepływ mózgowy i zużycie tlenu przez ośrodkowy układ nerwowy o 35%. Jest stosowany do leczenia zatruć środkami znieczulającymi miejscowo.
Nie wolno stosować leku w porfirii, dychawicy oskrzelowej, u osób w podeszłym wieku z miażdżycą, u osób ze zmniejszoną objętością wyrzutową serca, np. tamponada, wstrząs.

## Dawkowanie
Najczęściej podaje się u dorosłych 3–5 mg/kg masy ciała, u dzieci 2–7 mg/kg. Przydatne może być podanie dawki próbnej (u dorosłych 25–75 mg). Zwykle stosuje się roztwór 2,5–5%. Zniknięcie odruchu rzęskowego, świadczy o wprowadzeniu w znieczulenie. Do celów znieczulenia ogólnego nie zaleca się przekraczania dawki 1 g u osób dorosłych.

## Działania niepożądane
Może wywoływać depresję oddechową z okresami bezdechu, kurcz głośni lub oskrzelików. Przez uwalnianie histaminy może powodować skurcz oskrzeli lub reakcje alergiczne w postaci rumienia na skórze czy zapaści sercowo-naczyniowej. Może pobudzać nerw błędny i wywoływać bradykardię, dodatkowo może wystąpić obniżenie oporu naczyń obwodowych co w połączeniu daje znacznego stopnia obniżenie ciśnienia tętniczego i wzmożenie wrażliwości zatoki szyjnej. Powodować może hiperalgezję. Następuje zmniejszenie przemiany materii, zmniejsza się przepływ mózgowy, obniża się napięcie błony mięśniowej przewodu pokarmowego. Tiopental wynaczyniony może wywołać zmiany zapalno-zakrzepowe w okolicy wstrzyknięcia.

## Interakcje
Tiopental nasila działanie alkoholu, innych leków nasennych, uspokajających, neuroleptyków i innych anestetyków.
Tiopental nie może być podawany w jednym roztworze z suksametonium, ponieważ jego wysokie pH spowoduje szybką hydrolizę.

## Dostępne preparaty
- Tiopental
- Intraval
- Nesdonal
- Pentothal
- Trapanal

## Zastosowanie w wykonywaniu kary śmierci
Tiopental w połączeniu z bromkiem pankuronium i chlorkiem potasu jest najczęściej stosowaną mieszaniną używaną w metodzie wykonywania kary śmierci (zastrzyk trucizny) w Stanach Zjednoczonych. 8 grudnia 2009 po raz pierwszy użyto tiopentalu jako jedynego środka podczas wykonywania kary śmierci, ze względu na niepowodzenie w przeprowadzeniu wcześniejszej egzekucji przy użyciu trzech leków. Skazanemu została podana dawka 5 gramów – czyli 10-krotność maksymalnej dawki (wcześniej, gdy stosowano trzy środki – dawka ta wynosiła od 2 do 5 gramów).
W roku 2011 jedyna amerykańska firma, która produkowała tiopental, zaprzestała jego produkcji. Równocześnie kraje europejskie zaprzestały jego sprzedaży do Stanów Zjednoczonych do celów wykonywania kary śmierci. W efekcie zaczyna brakować tego środka do przeprowadzania egzekucji.